# 한보배
한보배(1994년 3월 4일 ~ )는 대한민국의 배우이다.

## 연기 활동
드라마
| 연도 | 방송    | 제목                         | 역할                       | 비고          |
| ---- | ------- | ---------------------------- | -------------------------- | ------------- |
| 2002 | KBS 2TV | 매직키드 마수리              | 최풀잎                     |               |
| 2003 | MBC TV  | 대장금                       | 나인 채련                  |               |
| 2005 | KBS 2TV | 마법전사 미르가온            | 최풀잎                     | 우정출연      |
| 2005 | KBS 2TV | 드라마시티 - 개조는 맨발이다 | 유미                       |               |
| 2005 | SBS TV  | 서동요                       | 어린 초기                  | 노윤 아역     |
| 2006 | KBS 2TV | 봄의 왈츠                    | 어린 홍미정                | 최자혜 아역   |
| 2006 | KBS 2TV | 드라마시티 - 반가운 살인자   | 정하린                     |               |
| 2007 | SBS TV  | 고스트 팡팡                  | 최별                       |               |
| 2007 | MBC TV  | 뉴하트                       | 수민                       |               |
| 2008 | MBC TV  | 내 생애 마지막 스캔들        | 안지민                     |               |
| 2008 | KBS 1TV | 큰 언니                      | 어린 송인옥                | 전혜진 아역   |
| 2008 | SBS TV  | 압록강은 흐른다              | 15세 무던                  | 신영진 아역   |
| 2009 | KBS 2TV | 천추태후                     | 어린 선정왕후 유씨         | 이인혜 아역   |
| 2009 | MBC TV  | 태희 혜교 지현이             | 한보배                     |               |
| 2009 | SBS TV  | 그대, 웃어요                 | 연재                       |               |
| 2009 | KBS 2TV | 굿 프렌즈                    | 손예슬                     |               |
| 2010 | MBC TV  | 주부 김광자의 제3활동        | 최윤선                     |               |
| 2010 | SBS TV  | 닥터 챔프                    | 리듬체조선수 조민지        | 특별출연      |
| 2010 | MBC TV  | 즐거운 나의 집               |                            | 14회 특별출연 |
| 2011 | SBS TV  | 싸인                         | 아키짱                     | 8회 특별출연  |
| 2011 | MBC TV  | 계백                         | 어린 초영                  | 효민 아역     |
| 2011 | SBS TV  | 천일의 약속                  | 어린 이서연                | 수애 아역     |
| 2012 | JTBC    | 인수대비                     | 어린 윤창년(정현왕후 윤씨) | 고정민 아역   |
| 2012 | SBS TV  | 유령                         | 곽지수                     | 특별출연      |
| 2013 | MBC TV  | 구암 허준                    | 채선                       |               |
| 2015 | MBC TV  | 여자를 울려                  | 황경아                     |               |
| 2015 | SBS TV  | 심야식당                     | 지희                       |               |
| 2015 | SBS TV  | 리멤버 - 아들의 전쟁         | 오정아                     |               |
| 2016 | OCN     | 뱀파이어 탐정                | 황재연                     |               |
| 2016 | SBS TV  | 닥터스                       | 유유나                     |               |
| 2017 | OCN     | 보이스                       | 박은별                     |               |
| 2017 | KBS 2TV | 학교 2017                    | 서보라                     |               |
| 2018 | JTBC    | 으라차차 와이키키            | 윤맑음                     | 특별출연      |
| 2021 | JTBC    | 언더커버                     | 민상아 젊은시절            |               |

영화
- 2002년 《복수는 나의 것》 ... 유선 역
- 2002년 《아 유 레디?》 ... 6살 단주희 역
- 2002년 《폰》 ... 아이 환자 역
- 2002년 《연애소설》 ... 경희 요양지 아이들 역
- 2006년 《예의없는 것들》 ... 어린 그녀 역
- 2006년 《조용한 세상》 ... 박수연 역
- 2006년 《매직 램프》
- 2012년 《회사원》 ... 라보슬 역
- 2014년 《오빠가 돌아왔다》 ... 백세주 역
- 2018년 《덕구》 ... 어린이집 선생 역
- 2018년 《동화》 ... 은정 역

연극
- 2018년 《러브스코어》 ... 오름 역

뮤직비디오
- 2009년 윤하 - 오늘 헤어졌어요
- 2011년 브라운아이드걸스 - 클렌징크림

방송
- 2000년 EBS 1TV 《쓱쓱 싹싹 그려요》
- 2005년 KBS 1TV 《어린이 뉴스탐험》

## 수상 및 후보
| 연도 | 시상식       | 부문               | 작품    | 결과 |
| ---- | ------------ | ------------------ | ------- | ---- |
| 2008 | KBS 연기대상 | 여자 청소년 연기상 | 큰 언니 | 후보 |